# Alex Wyllie
Alexander John Wyllie (Christchurch, 30 agosto 1944 – Picton, 22 marzo 2025) è stato un rugbista a 15 e allenatore di rugby a 15 neozelandese, già tecnico degli All Blacks e dei Pumas argentini in due edizioni della Coppa del Mondo di rugby.

## Biografia
Wyllie, nativo di Christchurch (Canterbury), militò per tutta la sua carriera nella squadra della sua associazione rugbistica territoriale; con essa vinse nel 1969 e nel 1972 il Ranfurly Shield (sfidando e battendo rispettivamente Hawke's Bay e Auckland) e, dopo l'istituzione del campionato provinciale neozelandese, ne vinse l'edizione 1977.
Debuttò con gli All Blacks nel 1970, a Città del Capo contro il Sudafrica, e fu impegnato nei tre incontri che videro i neozelandesi opporsi ai British Lions nel tour di questi ultimi del 1971; disputò il suo ultimo incontro internazionale nel 1973 a Twickenham contro l'Inghilterra, e si ritirò dal rugby di club nel 1979 dopo 15 anni e 210 incontri ufficiali.
Passato alla carriera tecnica, allenò la sua ex squadra, il Canterbury, fino al 1986; in tale periodo vinse anche da allenatore il campionato provinciale.
Dopo la vittoria neozelandese alla Coppa del Mondo di rugby 1987, la Federazione gli affidò la panchina degli All Blacks che guidò fino alla Coppa del Mondo di rugby 1991 in Inghilterra; nel 1995 fu la Federazione argentina a chiamarlo chiamò come consulente dello staff tecnico dei Pumas; in tale veste si occupò dapprima della conduzione delle giovanili; fu poi affiancato al C.T. della Nazionale maggiore Imhoff e, dopo le dimissioni di questi, a Héctor Méndez; quando pure questi si dimise a poche settimane dalla Coppa del Mondo di rugby 1999, rimase il solo in carico dei Pumas, che guidò fino ai quarti di finale del torneo, il miglior risultato mai conseguito, fino a quel momento, dai sudamericani; dopo la Coppa del Mondo si dimise dall'incarico e lasciò il posto a Marcelo Loffreda.
Tornato in Nuova Zelanda assunse la conduzione di un club di seconda divisione provinciale, il Marlborough; quando nel 2005 tale unione provinciale rugbistica fu sciolta Wyllie tornò ad allenare a Christchurch, nella selezione provinciale del North Canterbury.
Nel giugno 2009 ha partecipato anche alla festa d'addio al rugby di Agustín Pichot, nazionale dal 1995 al 2007, che Wyllie guidò alla citata Coppa del Mondo.

## Palmarès

### Giocatore
- National Provincial Championship: 1
Canterbury: 1977

### Allenatore
- National Provincial Championship: 1
Canterbury: 1983